# Octotemnus robustus
Octotemnus robustus là một loài bọ cánh cứng trong họ Ciidae. Loài này được Kawanabe miêu tả khoa học năm 2003.